# 广州巴士集团第三分公司、第四分公司
广州巴士集团有限公司第三分公司和广州巴士集团有限公司第四分公司是位于中華人民共和國廣東省廣州市的两間巴士公司，分别于2022年3月11日、2023年12月15日登记成立，二者均为广州巴士集团有限公司的分支机构。

## 沿革

### 三汽公司时期
现巴士集团第三分公司、第四分公司的前身均为广州公交集团第三公共汽车有限公司，其为广州市公共交通集团有限公司的全资子公司，前身为广州市第三公共汽车公司（简称“三汽公司”）。
1995年8月23日，經原廣州市公用事业局批准，组建第三公共汽车公司，将原广州市第一公共汽车公司专线车队划归第三公共汽车公司经营，23日经市工商局批准公司正式成立。第三公共汽车是大型國有企業，主要經營廣州市區巴士路線業務，註冊資金為三億零七百四十五萬五千元人民幣。廣州馬會巴士有限公司和广州新穗巴士有限公司的合作单位由广州市第一公共汽车公司变更为广州市第三公共汽车公司。
1996年6月，第三公共汽车制訂公司標誌。
1998年，第三公共汽车成為中華人民共和國注冊商標。
1999年6月，所有雙層巴士全部被淘汰。同年12月成立以職工持股為主的三汽經濟發展有限公司。
2001年6月，经广州市对外贸易经济合作局等政府行政部门批准，主要经营广州市内中巴线路的广州市第三公共汽车公司第五分公司与广州新穗巴士有限公司合并重组，合并重组后的新穗巴士为中外全民營企業。
2007年10月12日，廣州市交通委員會要求三汽公司和珍寶巴士、白馬巴士出資合營一間空殼公司，統稱「廣州市第三巴士有限公司」，以禁止其他外資或民營巴士公司進入廣州及打壓不按交委要求使用LPG的公司，三間公司的巴士車身塗裝被統一要求使用原三汽公司的風格（在原有近乎全綠的基礎上，車頭和車身側面加上大量黃色），車頭和車尾商標統一使用原「三汽公司」的標誌，但文字由「廣州三汽」改為「第三巴士」，但前門外左側、司機位窗口外下方及車內所有設施仍標有各公司的真正名稱，令一般乘客非常容易出現混淆。
2017年6月14日，广州市交通委员会开展广州市公共汽车电车新开线路运营权招标。招标共设6个标的，标的一为广州市中心区公共汽车电车新开线路运营权；标的二为广州市中心区与番禺区之间公共汽车电车新开线路运营权；标的三为广州市中心区与南沙区之间公共汽车电车新开线路运营权；标的四为广州市中心区与花都区之间公共汽车电车新开线路运营权；标的五为广州市中心区与增城区之间公共汽车电车新开线路运营权；标的六为广州市中心区与从化区之间公共汽车电车新开线路运营权。2017年7月19日，广州市交通委员会公示预中标人名单，广州市第三公共汽车公司为标的一、标的五预中标人之一。
2018年12月28日，广州市第三公共汽车公司改制为广州公交集团第三公共汽车有限公司。
根據廣州公交集團和廣州市交通運輸局的巴士路綫整合、片區分佈調整安排，2021年11月1日起，新穗巴士旗下B10、B22路綫分別轉由廣州市溢通巴士有限公司以及廣州公交集團第三公共汽車有限公司負責營運；同日，溢通巴士197路綫，三汽公司第三分公司之266、560路綫交由新穗巴士公司負責營運。至此，在廣州BRT開通11週年之際，新穗巴士成為廣州首家退出BRT系統的巴士公司，而溢通巴士成為首家首次加入BRT系統的巴士公司；前溢通巴士560路綫及前新福利巴士197路綫亦經歷第二次更換營運公司。

### 巴士集团时期
2022年3月11日，广州巴士集团有限公司第三分公司登记成立。同年4月11日，广州市交通运输局同意自5月1日起，将公交集团三汽公司数条线路的经营权转交巴士集团运营。是次经营权变更涉及三汽公司125条中心城区线路及其附属线路，除涉及巴士集团区域经营线路置换计划外的大部分线路交由巴士集团第三分公司运营。
2022年6月10日，广州巴士集团和公交集团三汽公司发布公告称，巴士集团拟吸收合并公交集团三汽公司，合并后巴士集团存续，公交集团三汽公司注销。同年12月至次年1月，公交集团三汽公司的第一至第四分公司陆续完成注销。
2023年12月15日，第三分公司在黄埔西部、东北部、东部和北部四个片区范围内经营的所有线路和自动驾驶车队重组为广州巴士集团有限公司第四分公司，其于2024年1月1日正式运作。

## 經營线路

### 第三分公司

#### 市区线路
| 编号 | 编号                 | 线路及运营时间                                | 线路及运营时间 | 线路及运营时间                            | 收费 | 备注                                                                             |
| ---- | -------------------- | --------------------------------------------- | -------------- | ----------------------------------------- | ---- | -------------------------------------------------------------------------------- |
|      | 84                   | 天平架 6:00–22:00                             | ⇆              | 渔沙坦（旺岗） 6:00–22:00                 | 2元  |                                                                                  |
|      | 84A                  | 动物园 6:15–22:00                             | ⇆              | 渔沙坦（渔中路） 6:15–22:00               | 2元  |                                                                                  |
|      | 140                  | 员村 6:00–22:00                               | ⇆              | 元岗（远洋天骄） 6:00–22:00               | 2元  |                                                                                  |
|      | 204                  | 中山八路 6:00–22:00                           | ⇆              | 珠江帝景苑 6:00–22:00                     | 2元  | 经东风路                                                                         |
|      | 209                  | 坦尾（柏悦湾） 6:00–22:00                     | ⇆              | 广州火车东站 6:00–22:00                   | 2元  |                                                                                  |
|      | 220                  | 南箕路 5:50–22:00                             | ⇆              | 动物园（先烈中路） 6:20–22:50             | 2元  |                                                                                  |
|      | 239                  | 华景新城（翰景路） 6:00–22:00                 | ⇆              | 南洲北路 6:00–22:00                       | 2元  |                                                                                  |
|      | 252                  | 天平架 6:00–22:00                             | ⇆              | 外环西路（青创汇） 6:00–22:00             | 3元  |                                                                                  |
|      | 253                  | 瑞宝乡 6:00–22:00                             | ⇆              | 罗冲围（松南路） 6:00–22:50               | 2元  |                                                                                  |
|      | 262                  | 珠江帝景苑 5:50–22:00                         | ⇆              | 新洲码头 5:50–22:30                       | 2元  | 经赤岗北路（艺洲路口）                                                           |
|      | 273                  | 柯子岭（地铁大金钟路站） 6:00–22:30           | ⇆              | 晓港湾 6:00–22:30                         | 2元  |                                                                                  |
|      | 287                  | 晓港湾 6:00–22:00                             | ⇆              | 动物园（先烈中路） 6:00–22:00             | 2元  |                                                                                  |
|      | 293                  | 华景新城 6:00–22:00                           | ⇆              | 广卫路 6:00–22:00                         | 2元  |                                                                                  |
|      | 353                  | 地铁官洲站 7:30–22:00                         | ↺              | 地铁官洲站                                | 2元  | 经星岛环南路（星汉二路路口）、生物岛水墨园 不大于20–30分/班                      |
|      | 361                  | 土华 7:00–20:30                               | ⇆              | 黄船文化中心 7:00–20:30                   | 2元  | 不大于20–30分/班                                                                 |
|      | 383                  | 大学城星光下道 6:40–22:00                     | ⇆              | 长洲码头 6:40–22:00                       | 2元  |                                                                                  |
|      | 430                  | 黄埔军校 6:45–20:30                           | ⇆              | 深井碼頭 6:45–20:30                       | 2元  | 15–30分/班                                                                       |
|      | 491                  | 渔沙坦（渔中路） 6:30–21:30                   | ⇆              | 凌塘村 6:30–21:30                         | 2元  | 30分/班                                                                          |
|      | 492                  | 渔沙坦（中山村） 6:30–21:30                   | ↻              | 渔沙坦（中山村）                          | 2元  |                                                                                  |
|      | 518                  | 站前路（西郊大厦） 6:15–22:30                 | ⇆              | 棠德花苑 6:15–22:30                       | 3元  |                                                                                  |
|      | 550                  | 兴民路（天汇广场） 6:30–22:30                 | ⇆              | 东圃珠村 6:30–22:30                       | 2元  |                                                                                  |
|      | 582                  | 海珠客运站 6:30–22:00                         | ⇆              | 凌塘村 6:00–22:00                         | 2元  |                                                                                  |
|      | 582班车              | 琶洲保利 7:00–20:00                           | ⇆              | 起云路 7:00–20:00                         | 2元  |                                                                                  |
|      | 801                  | 大学城（科学中心） 6:00–21:00                 | ⇆              | 体育中心 7:00–22:00                       | 3元  |                                                                                  |
|      | 大学城专线1大学城1线 | 广外 6:30–22:00                               | ⇆              | 大学城（广大） 7:00–22:00                 | 3元  | 15分/班（寒暑假期间30–60分/班）                                                  |
|      | 大学城专线2大学城2线 | 华工大 6:30–22:00                             | ⇆              | 大学城（广中医） 7:00–22:00               | 3元  | 15分/班（寒暑假期间30–60分/班）                                                  |
|      | 大学城专线3大学城3线 | 广东药学院 6:30–22:00                         | ⇆              | 大学城（中部枢纽） 7:00–22:00             | 3元  | 15分/班（寒暑假期间30–60分/班）                                                  |
|      | 大学城专线4大学城4线 | 天平架 6:30–22:00                             | ⇆              | 大学城（广大） 7:00–22:00                 | 3元  | 15分/班（寒暑假期间30–60分/班）                                                  |
|      | 科学城3号交通专线K3  | 广东国防教育基地 7:30–21:00                   | ↻              | 萝岗行政执法综合楼                        | 2元  |                                                                                  |
|      | 旅游公交2线          | 中山八路 6:00–22:00                           | ⇆              | 珠江帝景苑 6:00–22:00                     | 2元  | 经沿江路                                                                         |
|      | 高峰快线32           | 广东国防教育基地 6:30–11:00/15:00–20:00       | ⇆              | 华工大 6:30–11:00/15:00–20:00             | 3元  |                                                                                  |
|      | 高峰快线74           | 珠影（地铁客村站） 工作日 7:20/7:40/8:00/8:20 | ⇆              | 螺旋四路东 工作日 17:20/17:40/18:00/18:20 | 2元  | 252路附属线路                                                                    |
|      | 节假日公交专线7      | 天河客運站 9:00–19:30                         | ⇆              | 穗丰村（兴太三路） 8:00–19:00             | 3元  |                                                                                  |
|      | 夜38                 | 广卫路 22:15–1:00                             | ⇆              | 天河智慧城核心区（高唐） 22:10–1:00       | 4元  | B4路附属线路                                                                     |
|      | 夜43                 | 天坤三路 22:30–1:00                           | ⇆              | 瑞宝乡 22:30–1:00                         | 4元  |                                                                                  |
|      | 夜46                 | 奥林匹克体育中心 22:30–0:30                   | ⇆              | 石化路 22:30–0:30                         | 4元  |                                                                                  |
|      | 夜47                 | 天坤三路 22:15–1:30                           | ⇆              | 同和 22:15–1:30                           | 4元  | B6路附属线路                                                                     |
|      | 夜48                 | 大学城体育中心 22:20–23:30                    | ⇆              | 体育中心 22:15–0:30                       | 4元  | B25路附属线路，使用大学城专线1、大学城专线4的配车运营 15–30分/班，寒暑假期间停运 |
|      | 夜49                 | 穗港码头 22:00–0:00                           | ⇆              | 永和开发区 22:00–0:30                     | 4元  | 569路附属线路                                                                    |
|      | 夜51                 | 车陂 20:50/21:50/23:50                        | ⇆              | 萝岗香雪（梅花世界） 21:10/23:00/0:00     | 4元  | 574路附属线路                                                                    |
|      | 夜57                 | 火村东 21:20–23:30                            | ⇆              | 夏园 21:40–23:30                          | 3元  |                                                                                  |
|      | 夜65                 | 大学城综合商业北区 22:00–0:00                 | ⇆              | 长洲码头 22:20–0:00                       | 3元  | 383路附属线路                                                                    |
|      | 夜66                 | 珠江帝景苑 22:20–0:00                         | ⇆              | 新洲码头 22:50–0:30                       | 3元  | 经客村立交 262路附属线路                                                         |
|      | 夜68                 | 天河公交场 22:20–0:30                         | ⇆              | 广汕路（科景路口） 22:20–0:00             | 4元  |                                                                                  |
|      | 夜70                 | 天河客運站 22:20–1:30                         | ⇆              | 北山村（新滘东路） 22:20–0:30             | 4元  | 252路附属线路                                                                    |
|      | 夜71                 | 燕塘企业 22:30–0:30                           | ⇆              | 渔沙坦（渔中路） 22:20–0:30               | 3元  |                                                                                  |
|      | 夜73                 | 地铁双沙站 22:20–0:30                         | ⇆              | 埔南路（翡翠绿洲） 22:20–0:00             | 3元  | B26路附属线路                                                                    |
|      | 夜81                 | 车陂 22:00–0:00                               | ⇆              | 广汕路（科景路口） 22:00–0:00             | 3元  | 945路附属线路                                                                    |
|      | 夜97                 | 车陂 22:00/22:40/23:20/0:00                   | ⇆              | 萝岗 22:00/22:40/23:20/0:00               | 4元  | B24路附属线路                                                                    |
|      | 夜101                | 沥滘 22:00–0:00                               | ⇆              | 沐陂村 22:00–0:00                         | 4元  | 582路附属线路                                                                    |
|      | 夜124                | 水西路 22:40/23:20                            | ↻              | 黄埔区青少年宫（萝岗宫）                  | 3元  |                                                                                  |
|      | 夜125                | 地铁官洲站 23:30                              | ↺              | 地铁官洲站                                | 3元  | 经螺旋三路，不经生物岛水墨园 353路附属线路                                       |
|      | 夜126                | 地铁镇龙站 23:10                              | ⇆              | 地铁红卫站 22:10                          | 3元  | 370路附属线路                                                                    |
|      | 夜134                | 南岗 23:20/0:00                               | ↻              | 南岗                                      | 3元  |                                                                                  |

#### BRT线路
| 编号 | 编号   | 线路及运营时间                           | 线路及运营时间 | 线路及运营时间                      | 收费 | 备注 |
| ---- | ------ | ---------------------------------------- | -------------- | ----------------------------------- | ---- | ---- |
|      | B1     | 体育中心 5:10–22:30                      | ⇆              | 鹿鸣山 6:00–22:30                   | 2元  |      |
|      | B4     | 广仁路 6:00–22:00                        | ⇆              | 天河智慧城核心区（高唐） 6:00–22:00 | 2元  |      |
|      | B4A    | 华景新城 6:45–20:30                      | ⇆              | 科学城（揽月路） 6:45–20:30         | 2元  |      |
|      | B4B    | 体育中心 7:00–22:00                      | ⇆              | 沐陂村 6:15–21:30                   | 2元  |      |
|      | B6     | 同和路（藍山花園） 6:00–22:00            | ⇆              | 匯彩路 6:00–22:00                   | 2元  |      |
|      | B6快线 | 同和路（藍山花園） 7:15–8:30/17:00–19:00 | ⇆              | 匯彩路 7:15–8:30/17:00–19:00        | 2元  |      |
|      | B7     | 海珠客运站 6:00–22:00                    | ⇆              | 车陂路 6:00–22:00                   | 2元  |      |
|      | B7快线 | 海珠客运站 6:30–21:30                    | ⇆              | 车陂路 6:30–21:30                   | 2元  |      |
|      | B9     | 珠江南景园 6:00–22:30                    | ⇆              | 华景新城 6:00–22:30                 | 2元  |      |
|      | B10    | 体育中心 6:00–22:30                      | ⇆              | 地铁天河智慧城站 6:10–22:30         | 2元  |      |
|      | B20    | 广州火车东站 6:30–22:30                  | ⇆              | 天河儿童公园北门 6:30–22:30         | 2元  |      |
|      | B22    | 五羊邨 6:00–22:30                        | ⇆              | 广州科学城（长安村） 6:00–22:30     | 2元  |      |
|      | B25    | 体育中心 7:00–22:00                      | ⇆              | 大学城（中部枢纽） 7:00–22:00       | 2元  |      |
|      | B26    | 凌塘村 6:30–22:00                        | ⇆              | 护林路东 6:00–22:00                 | 2元  |      |
|      | B29    | 奥林匹克体育中心 6:30–22:00              | ⇆              | 博汇商业区 6:30–21:30               | 2元  |      |
|      | B31    | 黄埔东路（石化南路） 6:20–22:00          | ⇆              | 开发区（珠江嘉园） 6:00–21:30       | 2元  |      |

#### 番禺区（大学城岛内）线路
| 编号 | 编号          | 线路及运营时间                                         | 线路及运营时间 | 线路及运营时间                      | 收费 | 备注 |
| ---- | ------------- | ------------------------------------------------------ | -------------- | ----------------------------------- | ---- | --- |
|      | 番201         | 大学城（穗石村） 7:00–21:00                            | ⇆              | 广州市档案馆南（大学城） 7:00–21:00 | 2元  | 20–40分/班 |
|      | 番202旅游专线 | 大学城（科学中心） 7:00–22:00                          | ⇆              | 大学城体育中心 7:00–22:00           | 2元  | |
|      | 384旅游专线   | 大学城南亭村 7:00–21:00                                | ↺              | 广大附中                            | 2元  | |
|      | 387           | 大学城（穗石村） 7:00–22:00                            | ↺              | 综合商业北区                        | 2元  | 60分/班 |
|      | 大学城环线1   | 大学城星光下道 6:30–22:30                              | ↺              | 大学城星光下道                      | 1元  | |
|      | 大学城环线2   | 外环西路（青创汇） 7:00–21:00                          | ↺              | 综合商业北区                        | 1元  | |
|      | 番微公交7     | 广州市档案馆南（大学城） 7:30–18:00                    | ↻              | 地铁大学城南站                      | 1元  | 45分/班 寒暑假期间停运 |
|      | 夜50          | 广州市档案馆南（大学城） 22:40/23:10/23:40/00:10/00:45 | ↺              | 广州市档案馆南（大学城）            | 3元  | 星海学院至广州市档案馆南区段经华师一路、内环西路、国医东路（华师生活区、省中医院大学城医院、南汉二陵博物馆） 大学城环线1附属线路，寒暑假期间停运 |

### 第四分公司
| 编号 | 编号    | 线路及运营时间                      | 线路及运营时间 | 线路及运营时间                        | 收费 | 备注                                                                   |
| ---- | ------- | ----------------------------------- | -------------- | ------------------------------------- | ---- | ---------------------------------------------------------------------- |
|      | 83      | 白云山制药厂 6:00–21:30             | ⇆              | 广汕路（科景路口） 6:00–21:00         | 2元  |                                                                        |
|      | 320     | 思蕴路（网易总部） 7:00–21:00       | ⇆              | 大沙东（广州航海学院） 7:00–21:00     | 3元  |                                                                        |
|      | 321     | 南岗 7:00–21:00                     | ⇆              | 科学城（揽月路） 7:00–21:00           | 3元  |                                                                        |
|      | 323     | 保利爱特城 7:00–21:00               | ⇆              | 黄埔体育中心 7:00–21:00               | 2元  |                                                                        |
|      | 324     | 黄埔体育中心 7:00–22:30             | ⇆              | 联和（惠联路） 7:00–22:30             | 3元  |                                                                        |
|      | 325     | 广汕路（科景路口） 6:45–21:00       | ⇆              | 奥林匹克体育中心 6:45–21:00           | 2元  |                                                                        |
|      | 326     | 奥林匹克体育中心 7:00–21:00         | ⇆              | 科学城（揽月路） 7:00–21:00           | 2元  | 不大于15–30分/班                                                       |
|      | 327     | 萝岗香雪（梅花世界） 6:00–22:00     | ⇆              | 长岭路（贤江西） 6:00–22:00           | 2元  | 20–30分/班                                                             |
|      | 327A    | 科城山庄 6:30–22:00                 | ⇆              | 永和贤江 6:30–22:00                   | 3元  | 不大于20–25分/班                                                       |
|      | 329     | 地铁鱼珠站 6:30–21:00               | ↺              | 地铁裕丰围站 6:30–21:00               | 2元  |                                                                        |
|      | 330     | 科城山庄 6:30–22:00                 | ⇆              | 永和（万科里享家） 6:30–22:00         | 2元  |                                                                        |
|      | 330A    | 华峰路口 6:30–21:00                 | ⇆              | 长贝二路（恒兆广场） 6:30–21:30       | 2元  |                                                                        |
|      | 346     | 天河客運站 6:30–21:00               | ⇆              | 穗丰村（兴太三路） 6:30–21:00         | 3元  | 30分/班                                                                |
|      | 347     | 中海誉城 7:00–22:00                 | ⇆              | 奥林匹克体育中心 7:00–22:00           | 3元  | 不大于20–30分/班                                                       |
|      | 348     | 裕丰围 7:00–21:00                   | ⇆              | 奥林匹克体育中心 7:00–21:00           | 2元  |                                                                        |
|      | 349     | 保利爱特城 7:00–21:00               | ⇆              | 开创大道（万科城） 7:00–21:30         | 3元  |                                                                        |
|      | 355     | 天河智慧城核心区（高唐） 7:00–21:00 | ⇆              | 黄埔体育中心 7:00–21:00               | 2元  | 20–30分/班                                                             |
|      | 356     | 黄埔体育中心 7:00–21:00             | ⇆              | 汇彩路 7:00–21:00                     | 2元  |                                                                        |
|      | 358     | 湖山国际公交总站 7:00–21:00         | ⇆              | 黄埔低空经济创新中心 7:00–21:00       | 2元  | 20–30分/班                                                             |
|      | 360     | 笔岗新村 6:30–21:00                 | ⇆              | 鱼珠 6:30–21:00                       | 2元  | 20–30分/班                                                             |
|      | 370     | 科教城西公交总站 7:00–22:00         | ⇆              | 创新大道（万科幸福荟） 6:30–22:00     | 3元  | 30分/班                                                                |
|      | 372     | 南湾 6:30–21:00                     | ⇆              | 新塘盛世名门 6:30–21:00               | 2元  | 30分/班                                                                |
|      | 373     | 萝岗 7:00–22:00                     | ⇆              | 创盈路中 6:30–21:00                   | 3元  | 不大于20–30分/班                                                       |
|      | 374     | 湖山国际公交总站 7:00–21:00         | ⇆              | 黄埔体育中心 7:00–21:00               | 2元  | 不大于20–30分/班                                                       |
|      | 375     | 凤凰城（凤馨苑） 7:00–21:00         | ⇆              | 黄埔低空经济创新中心 7:00–21:00       | 2元  | 不大于20–30分/班                                                       |
|      | 376     | 富力悦禧花园 6:40–22:00             | ⇆              | 南岗（国际玩具礼品城） 7:00–22:00     | 1元  | 不大于20–30分/班                                                       |
|      | 377     | 瑞东花园 7:00–21:00                 | ↻              | 瑞东花园                              | 2元  |                                                                        |
|      | 379     | 新塘（四望岗公园） 6:30–21:30       | ⇆              | 永和（常春藤） 6:30–21:30             | 3元  | 不大于20–30分/班                                                       |
|      | 388     | 南岗（国际玩具礼品城） 7:00–21:00   | ⇆              | 水西路 7:00–21:00                     | 3元  | 不大于15–30分/班 氢燃料电池公交车试点线路                              |
|      | 391     | 聯和（惠联路） 6:30–21:30           | ⇆              | 中海誉城 6:00–21:30                   | 2元  | 不大于15–30分/班                                                       |
|      | 391A    | 开达路北 7:00–21:00                 | ⇆              | 保利爱特城 6:30–21:00                 | 2元  |                                                                        |
|      | 431     | 鱼珠码头 6:30–21:30                 | ⇆              | 护林路东 6:40–21:00                   | 2元  |                                                                        |
|      | 432     | 瑞东花园 6:40–22:00                 | ⇆              | 珠江花城 6:40–22:00                   | 2元  |                                                                        |
|      | 432A    | 天坤三路 7:00–21:00                 | ⇆              | 护林路东 7:00–21:00                   | 2元  |                                                                        |
|      | 434     | 华坑生态村 6:40–21:40               | ↻              | 地铁大沙地站                          | 2元  |                                                                        |
|      | 436     | 南岗 6:30–20:00                     | ↺              | 南岗码头                              | 2元  | 30–60分/班                                                             |
|      | 438     | 碧山村 6:45–22:00                   | ↻              | 荔香路                                | 2元  |                                                                        |
|      | 439     | 南岗 7:00–22:00                     | ⇆              | 中海誉城 6:40–22:00                   | 2元  |                                                                        |
|      | 440     | 博汇商业区 6:30–21:00               | ⇆              | 金碧路 6:30–21:00                     | 2元  |                                                                        |
|      | 441     | 镇龙新总站 6:50–20:50               | ⇆              | 洋田白石岗 7:20–21:20                 | 2元  | 不大于30分/班                                                          |
|      | 442     | 镇龙新总站 6:45–20:45               | ↺              | 学富路口                              | 2元  | 60分/班                                                                |
|      | 443     | 镇龙新总站 6:40–21:20               | ⇆              | 旧福山村委 7:20–22:00                 | 2元  | 不大于80分/班                                                          |
|      | 444     | 镇龙新总站 6:45–20:30               | ⇆              | 龙江村 7:05–21:00                     | 2元  | 不大于60分/班                                                          |
|      | 446     | 长平村 6:40–21:00                   | ⇆              | 永和（崇和花园） 7:00–21:00           | 2元  |                                                                        |
|      | 449     | 黄陂社区 6:30–20:30                 | ⇆              | 八斗村（天鹿湖社区服务站） 7:00–21:00 | 2元  |                                                                        |
|      | 450     | 南岗 6:45–21:20                     | ⇆              | 小塱 6:30–21:00                       | 2元  |                                                                        |
|      | 453     | 鹿鸣山 7:00–20:40                   | ↺              | 东江大道中                            | 2元  |                                                                        |
|      | 453A    | 沿河路（奕佳公寓） 7:00–21:00       | ↺              | 沿河路（奕佳公寓）                    | 2元  |                                                                        |
|      | 454     | 富力悦禧花园 7:00–21:00             | ↺              | 沙村地铁站                            | 2元  |                                                                        |
|      | 455     | 永和贤江公交总站 6:40–21:00         | ⇆              | 创盈路中 6:40–20:30                   | 2元  |                                                                        |
|      | 456     | 九龙镇政府 7:00–21:00               | ↺              | 地铁旺村站                            | 2元  |                                                                        |
|      | 457     | 蟹莊村 7:00–22:00                   | ⇆              | 九龙镇政府 7:45–21:15                 | 2元  |                                                                        |
|      | 458     | 镇龙新总站 7:00–21:00               | ⇆              | 逕頭九社 7:20–21:20                   | 2元  |                                                                        |
|      | 494     | 萝岗万达广场 6:30–22:00             | ⇆              | 广汕一路（林机街） 6:30–22:00         | 2元  |                                                                        |
|      | 496     | 科学城（揽月路） 6:30–21:30         | ⇆              | 科韵路 6:30–21:00                     | 2元  |                                                                        |
|      | 508     | 广州火车东站 6:30–21:30             | ⇆              | 家和天曜 6:30–21:30                   | 2元  |                                                                        |
|      | 534     | 镇龙新总站 6:30–21:30               | ↻              | 地铁旺村站                            | 2元  |                                                                        |
|      | 566     | 黄埔新城（沙步一横路） 6:10–21:30   | ⇆              | 永和（崇和花园） 6:10–21:30           | 3元  |                                                                        |
|      | 567     | 穗港码头 6:30–22:00                 | ⇆              | 笔村 6:30–22:00                       | 2元  |                                                                        |
|      | 569     | 萝岗香雪（梅花世界） 6:30–21:30     | ⇆              | 沿河路（奕佳公寓） 6:30–21:30         | 2元  |                                                                        |
|      | 328     | 天鹅谷（鹅山经济社） 6:45–20:30     | ↺              | 长岭居小学（岭南林语）                | 2元  | 30分/班                                                                |
|      | 571     | 新塘（保利东江首府） 6:10–21:30     | ⇆              | 南湾 6:10–21:30                       | 2元  |                                                                        |
|      | 571A    | 地铁香雪站 6:10–22:00               | ⇆              | 新塘（四望岗公园） 6:10–22:00         | 3元  |                                                                        |
|      | 571B    | 新塘（四望岗公园） 6:10–22:00       | ⇆              | 开发区（新港码头） 6:10–22:00         | 2元  |                                                                        |
|      | 572     | 博汇商业区 6:30–22:00               | ⇆              | 湖山国际公交总站 6:30–22:00           | 2元  |                                                                        |
|      | 573     | 黄埔低空经济创新中心 6:00–22:00     | ⇆              | 家和天曜 6:00–22:00                   | 2元  |                                                                        |
|      | 573快线 | 穗港码头 6:30–21:00                 | ⇆              | 开创大道（万科城） 6:30–21:00         | 3元  |                                                                        |
|      | 575     | 萝岗万达广场 6:00–22:00             | ⇆              | 穗港码头 6:00–22:00                   | 3元  |                                                                        |
|      | 579     | 中海誉城 6:40–22:00                 | ⇆              | 南岗万达广场 6:40–22:00               | 2元  |                                                                        |
|      | 581     | 长福路 6:30–22:00                   | ⇆              | 黄埔东路（石化南路） 6:30–22:00       | 3元  |                                                                        |
|      | 943     | 萝岗香雪（梅花世界） 6:30–21:00     | ⇆              | 黄埔东路（石化南路） 6:30–21:00       | 2元  | 萝岗香雪（梅花世界）方向经水西路中，黄埔东路（石化南路）方向经香雪山南 |
|      | 944     | 萝岗香雪（梅花世界） 6:30–22:00     | ⇆              | 奥林匹克体育中心 6:30–22:00           | 2元  |                                                                        |
|      | 944     | 萝岗香雪（梅花世界） 6:30–22:00     | ⇆              | 奥林匹克体育中心 6:30–22:00           | 2元  |                                                                        |
|      | 945     | 开创大道（万科城） 6:00–22:00       | ⇆              | 地铁大沙地站 6:00–22:00               | 2元  |                                                                        |
|      | 946     | 广汕路（科景路口） 7:00–21:30       | ⇆              | 南岗 6:30–21:30                       | 2元  |                                                                        |
|      | 948     | 萝岗香雪（梅花世界） 6:30–22:00     | ⇆              | 华峰寺 6:30–22:00                     | 2元  |                                                                        |
|      | 夜49    | 穗港码头 22:00–0:00                 | ⇆              | 永和开发区 22:00–0:30                 | 4元  | 569路附属线路                                                          |
|      | 夜51    | 车陂 20:50/21:50/23:50              | ⇆              | 萝岗香雪（梅花世界） 21:10/23:00/0:00 | 4元  | 574路附属线路                                                          |
|      | 夜57    | 火村东 21:20–23:30                  | ⇆              | 夏园 21:40–23:30                      | 3元  |                                                                        |
|      | 夜60    | 联和（惠联路） 22:00–0:00           | ⇆              | 永和（万科里享家） 22:00–0:00         | 3元  | 330路附属线路                                                          |
|      | 夜68    | 天河公交场 22:20–0:30               | ⇆              | 广汕路（科景路口） 22:20–0:00         | 4元  |                                                                        |
|      | 夜73    | 地铁双沙站 22:20–0:30               | ⇆              | 埔南路（翡翠绿洲） 22:20–0:00         | 3元  | B26路附属线路                                                          |
|      | 夜81    | 车陂 22:00–0:00                     | ⇆              | 广汕路（科景路口） 22:00–0:00         | 3元  | 945路附属线路                                                          |
|      | 夜97    | 车陂 22:00/22:40/23:20/0:00         | ⇆              | 萝岗 22:00/22:40/23:20/0:00           | 4元  | B24路附属线路                                                          |
|      | 夜124   | 水西路 22:40/23:20                  | ↻              | 黄埔区青少年宫（萝岗宫）              | 3元  |                                                                        |
|      | 夜126   | 地铁镇龙站 23:10                    | ⇆              | 地铁红卫站 22:10                      | 3元  | 370路附属线路                                                          |
|      | 夜134   | 南岗 23:20/0:00                     | ↻              | 南岗                                  | 3元  |                                                                        |